# Hypoxylon umbilicatum
Hypoxylon umbilicatum är en svampart som beskrevs av Speg. 1889. Hypoxylon umbilicatum ingår i släktet Hypoxylon och familjen kolkärnsvampar.   Inga underarter finns listade i Catalogue of Life.